# Kaltandar-e Soflá
Kaltandar-e Soflá (persiska: Kaltondar Soflá, کلتندر سفلی) är en ort i Iran.   Den ligger i provinsen Khuzestan, i den centrala delen av landet, 500 km söder om huvudstaden Teheran. Kaltandar-e Soflá ligger 747 meter över havet och antalet invånare är 249.
Terrängen runt Kaltandar-e Soflá är huvudsakligen kuperad, men åt sydost är den platt. Runt Kaltandar-e Soflá är det ganska tätbefolkat, med 60 invånare per kvadratkilometer. Närmaste större samhälle är Bāgh-e Malek, 7,7 km sydost om Kaltandar-e Soflá. Omgivningarna runt Kaltandar-e Soflá är i huvudsak ett öppet busklandskap.